# Can Guinart de Dalt
Can Guinart de Dalt és una casa del municipi de Campmany (Alt Empordà) protegida com a bé cultural d'interès local.

## Descripció
Situat dins del nucli urbà de la població de Campmany, a la banda de tramuntana de l'antic recinte emmurallat, formant cantonada entre el carrer del Centre i el de la Font, davant la capella de Sant Sebastià.
Edifici cantoner de planta rectangular, amb un petit cos adossat a la cantonada sud-est i jardí davanter. Presenta la coberta de teula de dues vessants i està distribuït en planta baixa, pis i golfes. La façana principal, orientada a llevant, presenta dos portals d'accés a l'interior d'arc rebaixat bastits en maons disposats a sardinell. El principal conserva els brancals fets de carreus de pedra. Al seu costat hi ha adossat un cos de planta quadrada, amb una porta oberta al seu basament i coberta piramidal. Al pis i les golfes hi ha finestres rectangulars amb els emmarcaments d'obra arrebossats, majoritàriament reformades. L'edifici ha estat ampliat en diverses ocasions, tal com s'aprecia en els paraments exteriors. El cos adossat a la cantonada sud-oriental és de factura més moderna i està format per una sola planta coberta amb una terrassa al nivell del pis de la casa. Presenta dues obertures d'arc de mig punt situades a la cantonada lateral, amb els emmarcaments d'obra arrebossats.
La construcció està bastida en pedra desbastada i sense treballar, lligada amb abundant morter de calç.

## Història
Construcció bastida vers el segle xviii amb successives ampliacions i reformes tal com ho testimonien les diferències que s'aprecien en els paraments de pedra, on especialment ressalta, per diferent, la façana nord de la de la resta de l'edifici.